# Mustapha Moussa
Mustapha Moussa, född 2 februari 1962 i Muaskar, död 3 augusti 2024 i Oran, var en algerisk boxare som tog OS-brons i lätt tungviktsboxning 1984 i Los Angeles. I semifinalen förlorade Moussa mot Anton Josipović från Jugoslavien med 0-5.